# Maître de la Bible de Jean de Sy
Le Maître de la Bible de Jean de Sy ou Maître des Boqueteaux est un maître anonyme enlumineur actif à Paris entre 1350 et 1380. Il doit son nom à un manuscrit de la Bible, traduite en français par Jean de Sy pour Jean II le Bon. Il a été identifié pour la première fois par l'historien de l'art Henry Martin sous le nom de Maître aux Boqueteaux. La dénomination de Maître de la Bible de Jean de Sy est privilégiée de nos jours.

## Éléments biographiques et stylistiques
L'enlumineur (ou son atelier) a été identifié pour la première fois par l'historien de l'art Henry Martin sous le nom de Maître aux Boqueteaux au sein du grand nombre d'enlumineurs en activité dans les milieux parisiens de la seconde moitié du XIVe siècle. Son style se caractérise en effet par des groupes d'arbres prenant la forme de parapluies. En fait, ce style désigne plus surement un atelier qu'un individu, plusieurs mains ayant été distinguées le plus souvent dans les manuscrits. Jusqu'à douze artistes différents ont été repérés sans pouvoir les identifier pour autant. 
En 1953, Erwin Panofsky propose, dans son étude consacrée aux origines des Primitifs flamands, d'identifier Jan Bondol appelé aussi Hennequin de Bruges, auteur de la miniature de frontispice de la bible historiale de Jean de Vaudetar au chef de cet atelier dont est issue cette bible. Cette hypothèse est reprise par d'autres historiens tels que Millard Meiss notamment. Elle est cependant rejetée par d'autres historiens tels que François Avril. Selon eux, Bondol n'est pas un enlumineur mais un peintre de panneaux et l'origine du style de l'atelier du maître aux Boqueteaux provient non pas de l'artiste néerlandais, mais essentiellement d'un autre enlumineur plus ancien : le Maître du Remède de Fortune. En effet, il a été déterminé que c'est lui qui a introduit les fameux  boqueteaux dans la miniature parisienne et le Maître de la Bible de Jean de Sy s'est contenté de reprendre, comme de nombreux autres enlumineurs parisiens. C'est la raison pour laquelle le nom de Maître de la Bible de Jean de Sy, du nom de l'un de ses premiers manuscrits, est généralement préférée désormais. 
Selon Charles Sterling, l'artiste serait originaire des Pays-Bas et plus précisément de la cour de Venceslas Ier de Luxembourg, duc de Brabant. Après avoir commencé son activité sous le règne de Jean II le Bon, il est surtout actif sous le règne de son fils Charles V pour qui il exécute un grand nombre de manuscrits. Il collabore à ces occasions à plusieurs reprises avec le Maître du Livre du sacre de Charles V, comme dans les Grandes Chroniques de France de Charles V. Son style a tendance à s'uniformiser, voire devenir répétitif, à la fin des années 1370.

## Principaux Manuscrits attribués

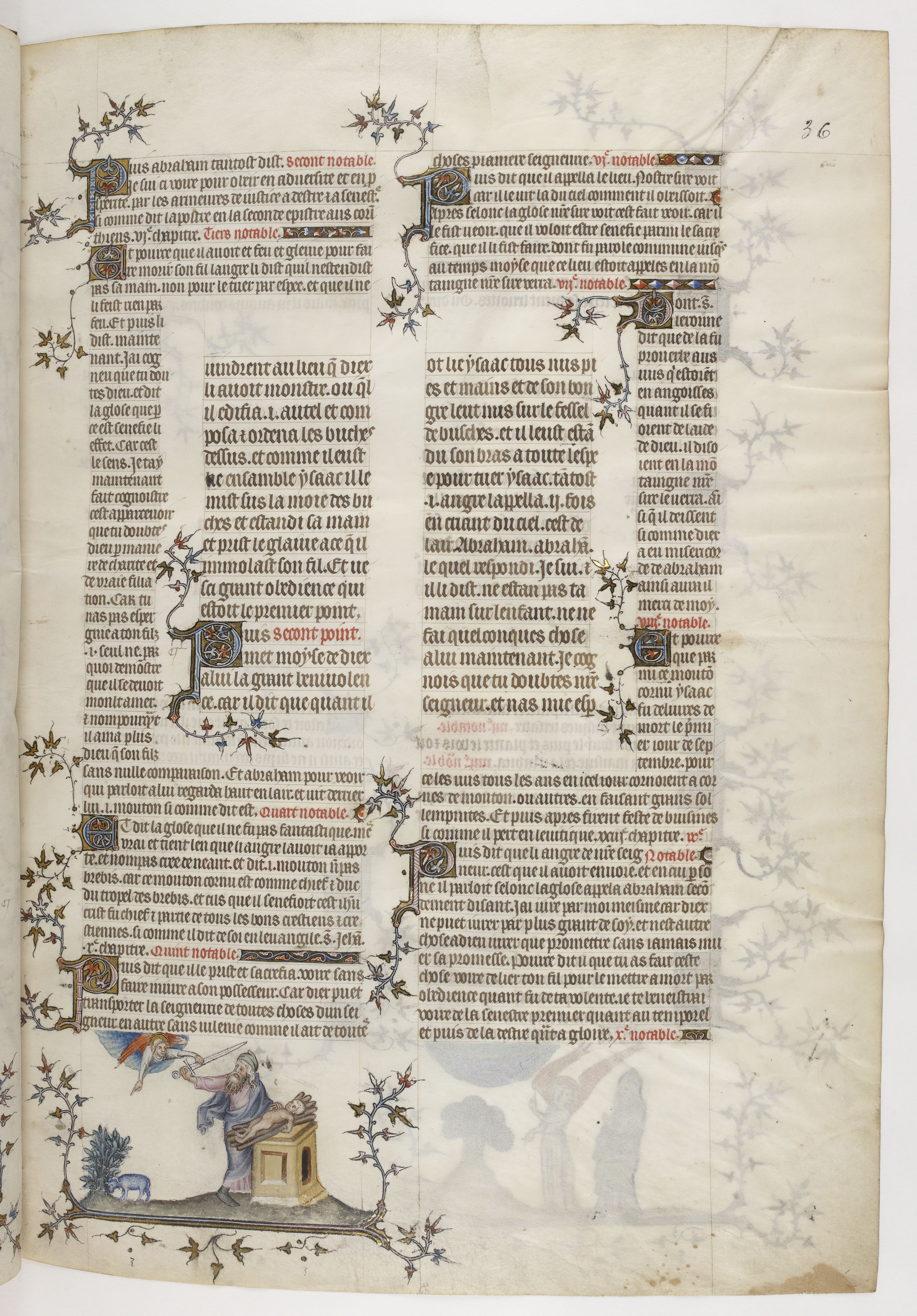
Bible de Jean de Sy, le sacrifice d'Isaac.

- Bible de Jean de Sy, commande de Jean II le Bon, vers 1355-1356 ou 1360 (inachevée), Bibliothèque nationale de France, Fr.15397[6]
- Bible historiale, 2 tomes, vers 1357, British Library, Royal Ms.17 E VII[7]
- Bible, 1368, Bibliothèque d'État de Berlin, Ms.Philipps 1906
- Œuvres poétiques de Guillaume de Machaut, deux miniatures en collaboration avec le Maître du Remède de Fortune, BNF Fr.1586
- Bible historiale de Jean de Vaudetar, vers 1372, Musée Meermanno, La Haye, 10B23
- Bible historiale, 1er tome, Bibliothèque de l'Arsenal, Ms.5212
- Grandes Heures de Philippe le Hardi, grandes miniatures, vers 1370, Fitzwilliam Museum et Bibliothèque royale de Belgique
- Manuscrit de l'Histoire romaine de Tite-Live traduite par Pierre Bersuire, vers 1370, Bibliothèque Sainte-Geneviève, Ms.777[8]
- Grandes Chroniques de France de Charles V, contribution de l'atelier avec Perrin Remiet et le Maître du Livre du sacre de Charles V, vers 1370-1379, BNF, Fr.2813
- Livre d'heures à l'usage de Verdun, vers 1375, Pierpont Morgan Library, M.90[9]
- Missel Gotha, vers 1375 (atelier), Cleveland Museum of Art, 1962.287[10]
- Manuscrit du Songe du verger, vers 1378, BL, Royal Ms.19 C IV[11]
- Manuscrit de la Cité de Dieu, BL, Add.15244
- Manuscrit du Roman de la Rose, vers 1380, atelier, Morgan Library, M.132[12]